# Abraham Laboriel
Abraham Laboriel López (Ciudad de México, 17 de julio de 1947) es un bajista mexicano. Ha participado en más de 4000 grabaciones y bandas sonoras. La revista Guitar Player lo describió como «el bajista de sesión más ampliamente utilizado de nuestro tiempo».
Es hijo del actor, guitarrista y compositor hondureño Juan José Laboriel y de la actriz hondureña Francisca López de Laboriel (nacidos ambos en La Ceiba), es hermano menor del recordado y fallecido cantante mexicano de rock Johnny Laboriel y de la también cantante Ella Laboriel, y hermano mayor de la también fallecida cantante Francis Laboriel.
Es padre del baterista Abe Laboriel, Jr. y del productor, compositor y cineasta Mateo Laboriel.
Aunque actualmente es un bajista conocido mundialmente, Abraham Laboriel, nacido en la Ciudad de México, originalmente fue instruido en la guitarra clásica bajo el tutelaje de su padre, José Juan Laboriel.
Habiendo realizado su primera grabación a la edad de 10 años con un grupo local de rock ‘n’ roll, y después de realizar actuaciones en México durante sus años adolescentes como músico y actor, Laboriel empezó con el bajo asistiendo a clases en la Berklee School of Music en Boston, consiguiendo la licenciatura en composición en 1972. Allí grabó con un miembro de la facultad, el vibrafonista Gary Burton, y luego estuvo de gira con Johnny Mathis y Michel Legrand. También trabajó con el famoso compositor y director de orquesta Henry Mancini, que en 1976 persuadió a Abraham para que se desplazara a Los Ángeles.
Este cambio demostró ser el punto de partida de una diversa e inmensamente exitosa carrera de estudio, tocando y grabando con grandes y diversos artistas como George Benson, Ella Fitzgerald, Herbie Hancock, Joe Pass, Aretha Franklin, Dr. John, Robbie Robertson, Michael Jackson, Donald Fagen, Lee Ritenour, Larry Carlton, Dave Grusin, Andy Pratt, Stevie Wonder, Hanson, Barbra Streisand, Al Jarreau, Billy Cobham, Dolly Parton, Elton John, Eva Ayllon, Luis Miguel, Ray Charles, Madonna, Paul Simon, Keith Green, Marcos Witt, Álvaro López and Res-Q Band, Lisa Loeb, Quincy Jones, Russ Taff, Engelbert Humperdinck, Umberto Tozzi, Ron Kenoly, Mylène Farmer, Crystal Lewis, Herbie Hancock, Chris Isaak, Paul Jackson Jr, Rabito, Su Presencia, Marcos Brunet,Rescate, Alejandro Alonso, entre otros. Entre sus numerosos créditos en bandas sonoras de películas se encuentran El color púrpura, Nine to Five y Terms of Endearment. En 1986, junto con el baterista Vinnie Colaiuta grabó el bajo para el tema central de la serie televisiva Alf.
Además de su trabajo con los grupos Koinonía y Friendship, el último contando con el guitarrista Lee Ritenour, Laboriel ha lanzado tres discos como solista ―Dear Friends, Guidum y Justo y Abraham― que muestran su consumado talento. Como Larry Carlton dijo una vez: «Hay muchos grandes intérpretes de bajo en este mundo, pero hay uno, y sólo uno Abraham Laboriel».
En 2005, el Berklee College of Music galardonó a Abraham con un doctorado honorífico en música.
Abraham Laboriel se adhiere a la fe cristiana y considera que «la música es un regalo de Dios y es un concepto que le pertenece a Dios».